# Венгринович Олександр Іванович
Олександр Іванович Венгринович (23 листопада 1939, м. Криниця на Лемківщині, Новосондецький повіт Краківського воєводства Польщі — 29 листопада 2023) — український громадський діяч, голова всеукраїнського товариства «Лемківщина». Орден «Знак пошани» (1972).

## Життєпис
Восени 1945 внаслідок депортації разом з батьками, сестрою і братом опинився в м. Монастириськах Тернопільської області, де проживав до 1977 року. Тут закінчив середню школу.
Закінчив Чернівецький будівельний технікум, Тернопільський педагогічний інститут (1988, нині ТНПУ).
До служби в армії працював інженером-будівельником. Потім три роки в армії був на будівництві військових об'єктів. Повернувшись додому, працював на будовах у Монастириську, Бучачі, а згодом Тернополі. У 1962—1998 (із перервами) працював у системі Тернопільської облспоживспілки, займався підприємницькою діяльністю. Із 1999 пенсіонер.
У 1990—1994 — заступник голови, 1994—1998 і від 2000 — голова Тернопільського обласного товариства «Лемківщина». Член президії Світової федерації українських лемківських об'єднань. Організатор обласних, крайових і всеукраїнських фестивалів лемківської культури на Тернопільщині. Від 2001 р. — голова всеукраїнського товариства «Лемківщина».
Одружений. Має трьох дорослих синів і п'ятеро внуків.

## Світлини

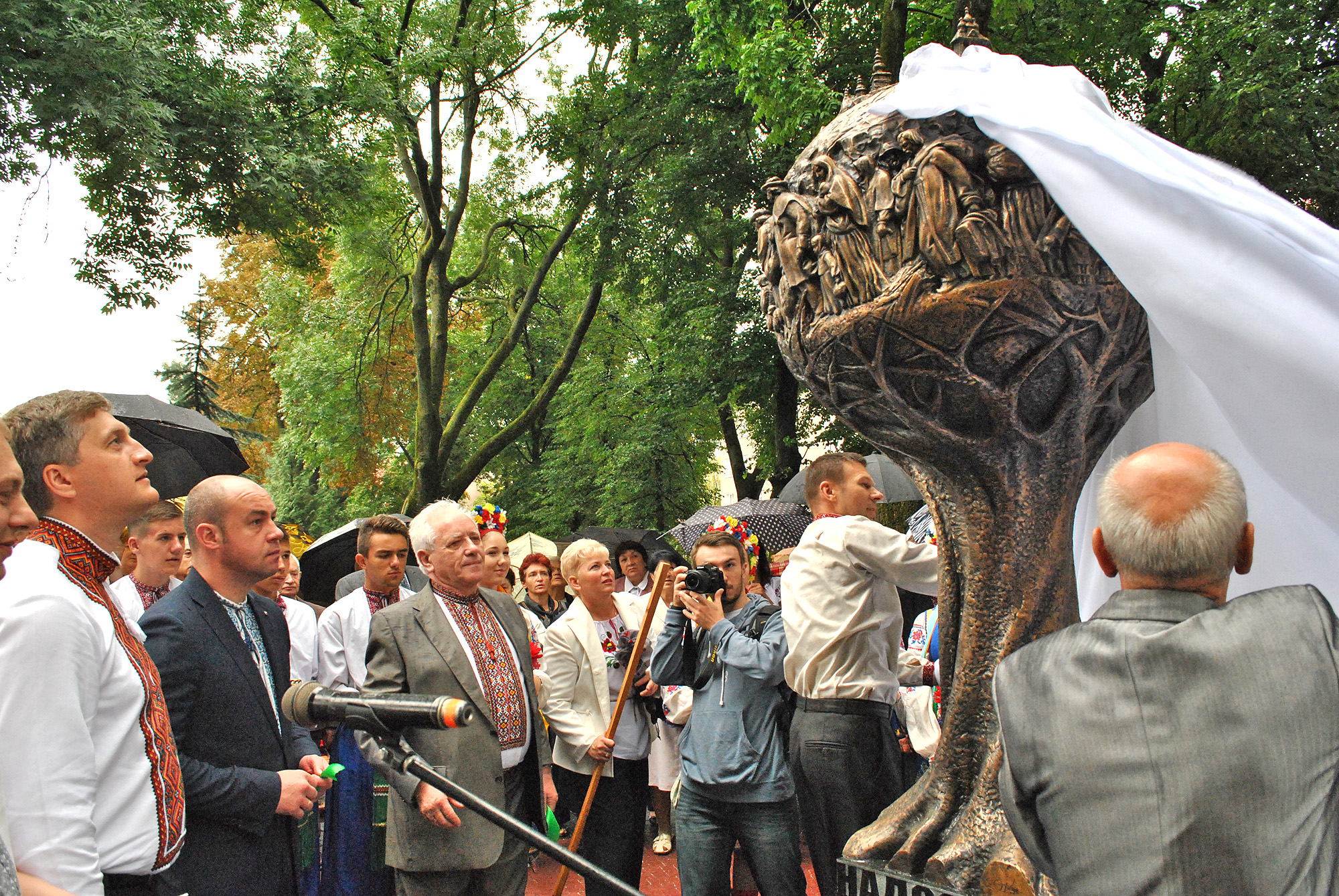
На відкритті пам'ятника жертвам депортації
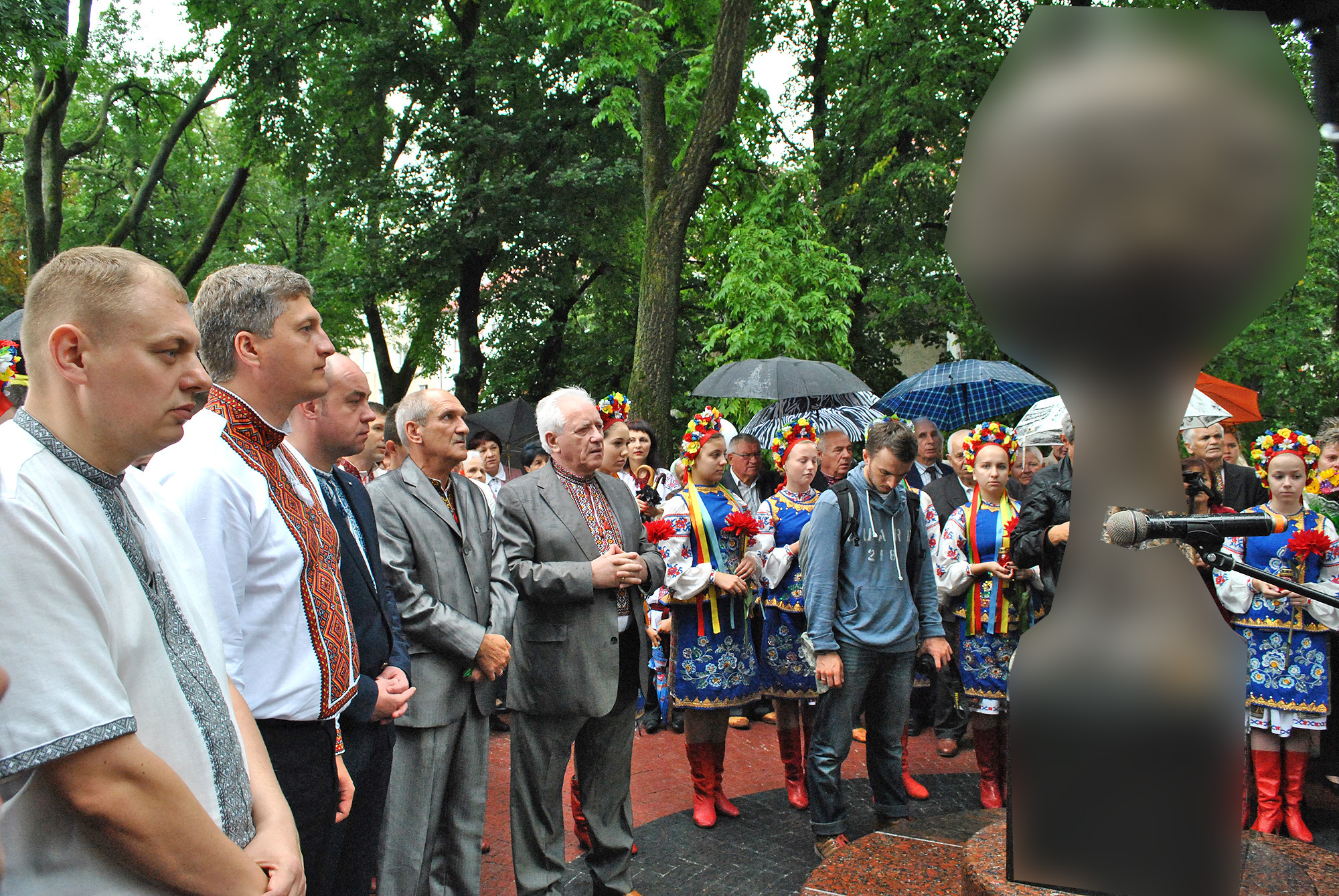
На відкритті пам'ятника жертвам депортації
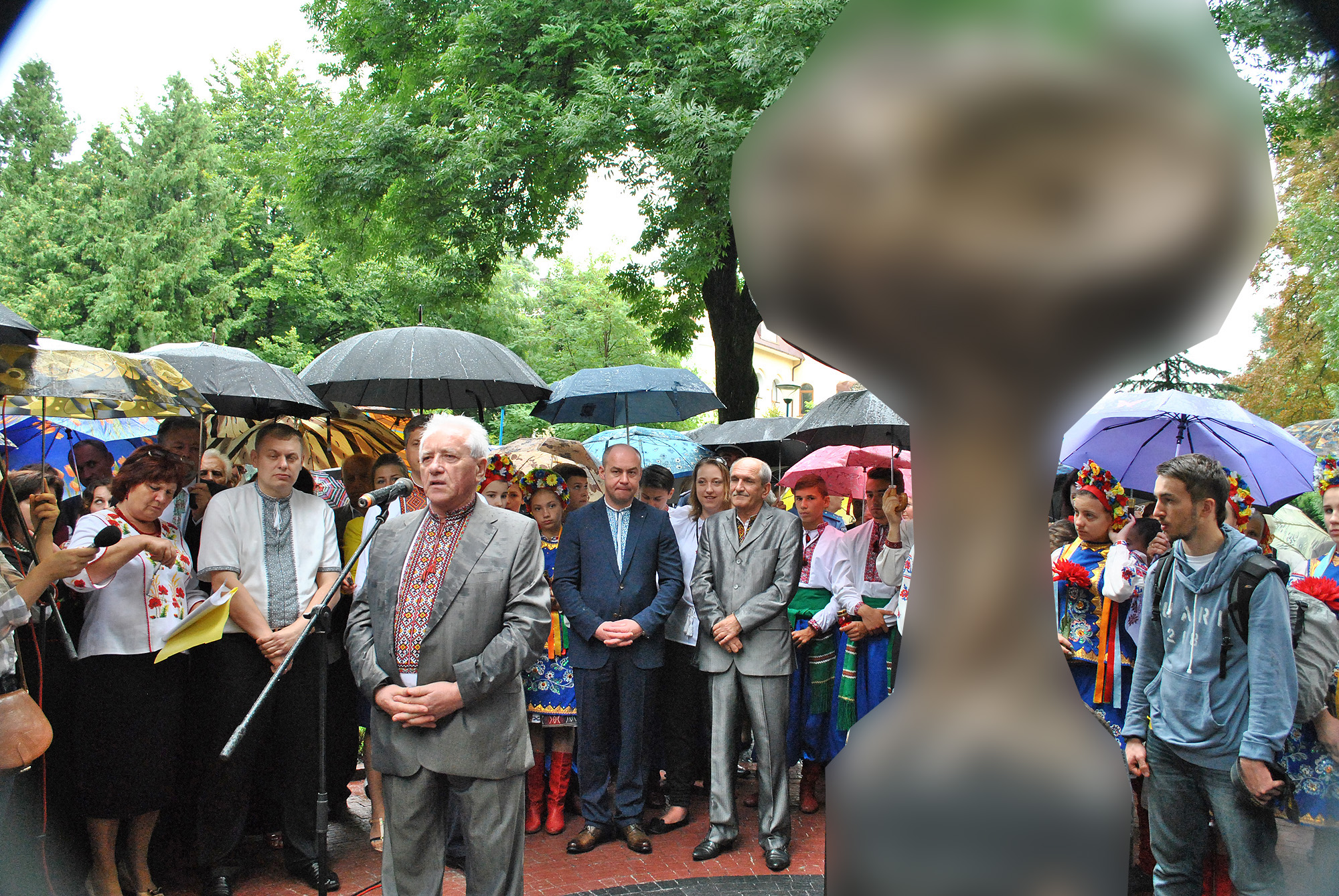
На відкритті пам'ятника жертвам депортації